# Chedde
Chedde est un hameau de la commune de Passy en Haute-Savoie, dont l'histoire est liée, depuis la fin du XIXe siècle, à son aventure industrielle et se confond en partie avec celle de son usine.

## Géographie

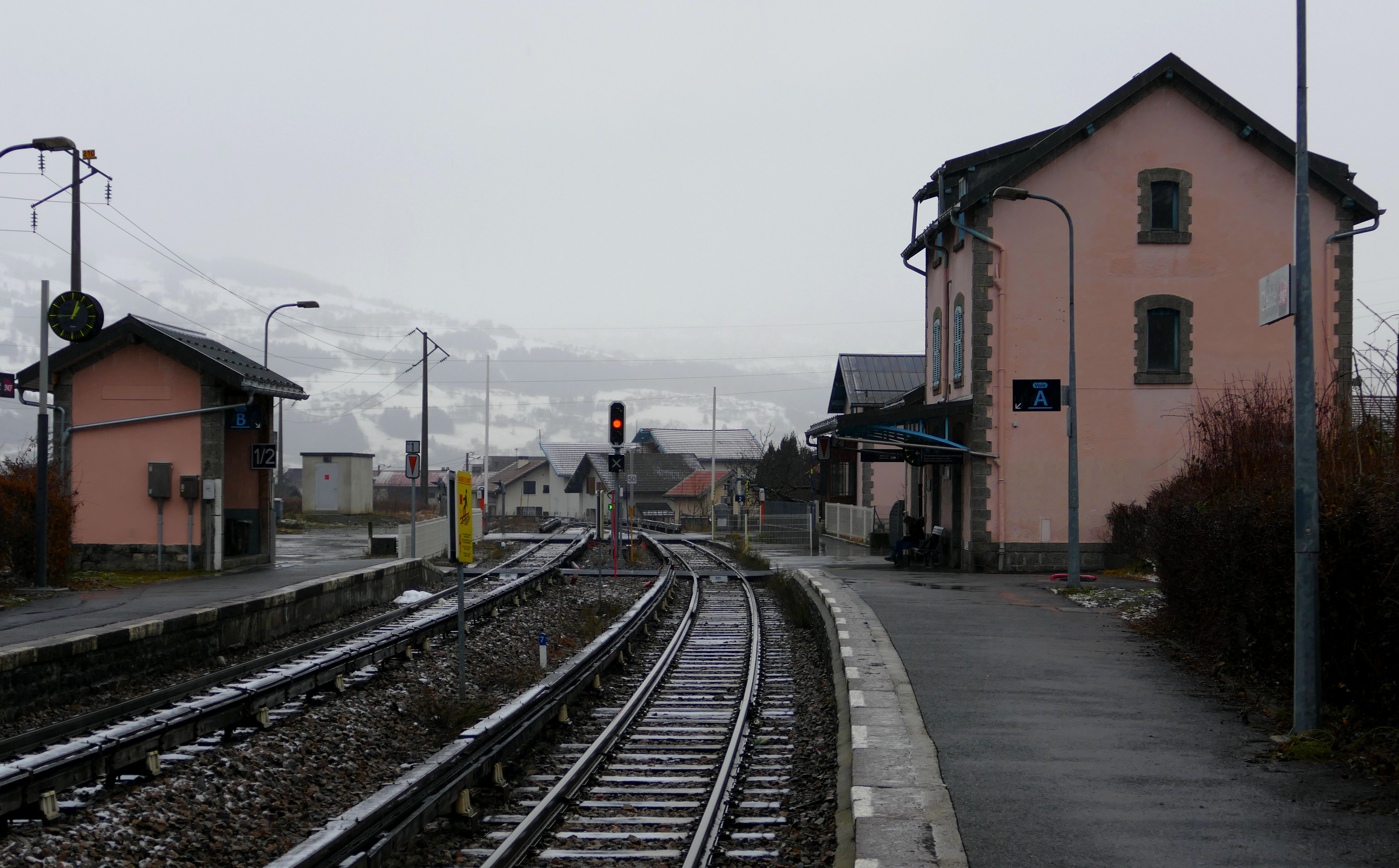
La gare en janvier 2018.

Le hameau, un des nombreux que compte la commune de Passy dont le territoire est le plus étendu des communes de Haute-Savoie, se situe dans la partie basse de Passy, sur le plat rive gauche de la vallée de l'Arve, à environ 530 m d'altitude et dominé par le plateau d'Assy au nord et la tête Noire au sud-est. Il jouxte le hameau du Fayet de Saint-Gervais-les-Bains où se trouve la gare SNCF qui permet une liaison directe avec Paris, Annecy, Chamonix ou Genève.
Sur le territoire de Chedde se trouve la gare de voyageurs pour Passy de la Ligne de Saint-Gervais-les-Bains-Le Fayet à Vallorcine (frontière) qui dessert Chamonix-Mont-Blanc et Vallorcine en Suisse. Son altitude est de 599 mètres.
Le Lac de Chedde ou Lac de Chède a disparu en 1837 à la suite d'une crue l'alimentant. C'était un lac célébré par les écrivains, peintres et graveurs sur la route de la vallée de Chamonix

## Toponymie
Chedde est mentionné dès le XIIIe siècle, sous les formes Cheyde ou Chiedes.
Chedde est toponyme semble trouver son origine dans le mot latin vulgaire *capum (dérivé du latin caput), et qui désigne « tête, extrémité ».

## Histoire récente

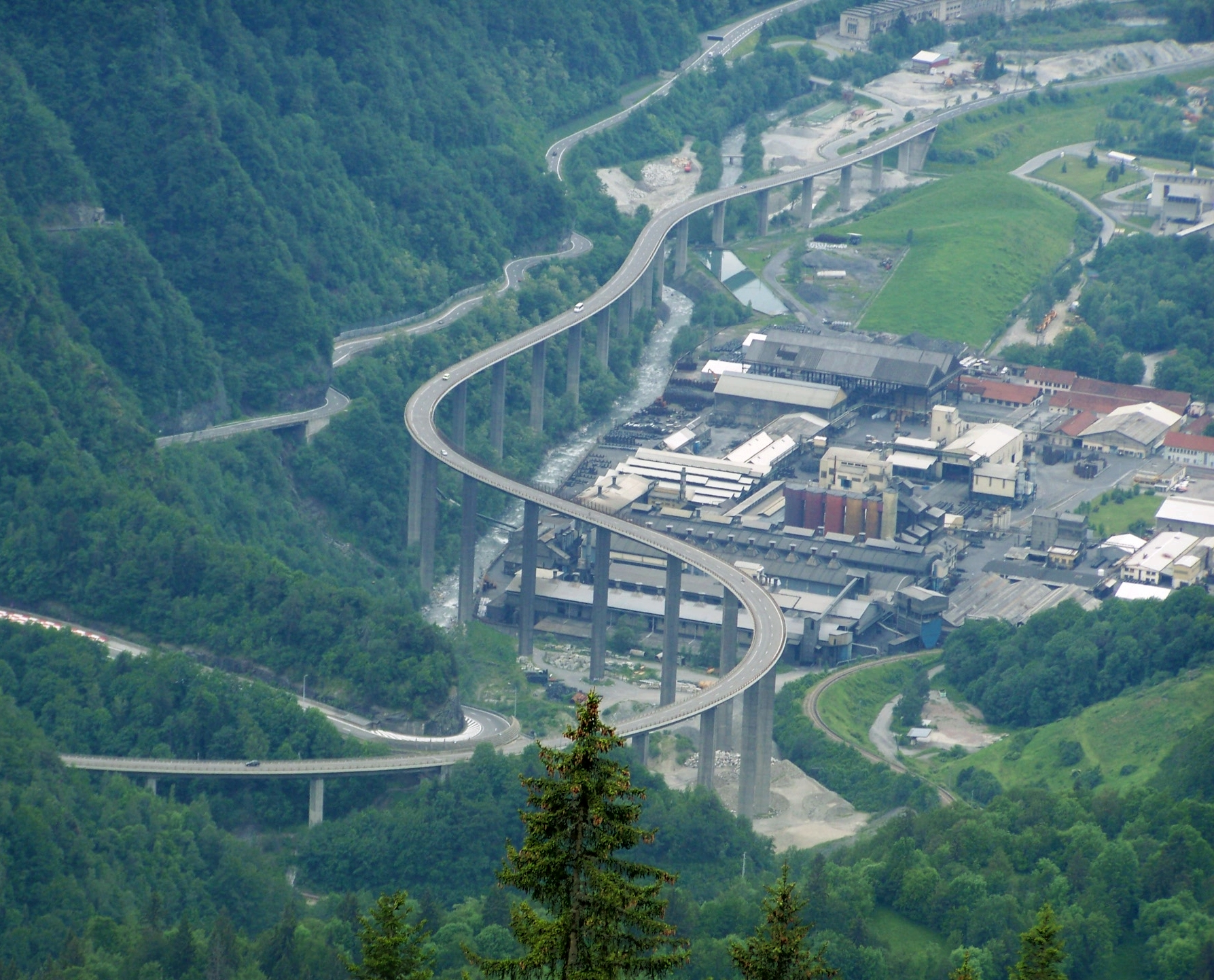
L'ancienne usine Péchiney et le viaduc des Égratz.

Contrairement aux parties hautes de Passy qui voient dans les années 1920 un grand développement d'établissements de type sanatorium, Chedde se développe plutôt dans le secteur industriel.
En 1896, une usine d'explosifs miniers est créée dans le hameau, profitant d'une situation géographique favorable : une chute d'eau de l'Arve de 180 m et une vaste plaine sédimentaire. C'est alors la plus grande usine de Haute-Savoie. Elle fabrique un explosif très stable à base de chlorate auquel Chedde a donné son nom : la cheddite.
Alors que le stockage de perchlorate pour la cheddite ne trouve plus les débouchés depuis la fin de la première guerre mondiale, l'usine déverse en 1919, 5 000 tonnes de perchlorates dans l'Arve. Cela a engendré une intense pollution des eaux locales, visibles plusieurs décennies après.
La production rencontre un très grand succès, permettant l'agrandissement de l'usine qui emploie plus de 1300 ouvriers à la veille de la Grande Guerre. L’établissement passe de la production du chlorate de potasse, puis du perchlorate, à l’aluminium (avant 1914), aux ferro-alliages, à la magnésie (jusqu'en 1996) et surtout au graphite artificiel (depuis les années 1950).
En 1983 disparaissent l’ancienne halle des chlorates et la centrale hydroélectrique, marquant la fin du développement du site et la réorganisation des espaces de production. En 1993 Pechiney vend le site de Chedde à SGL Carbon, qui crée SGL Carbon, Chedde. L'usine produit des carbures industriels aux applications très variées (panneaux solaires, anodes de batteries au lithium-ion, modérateurs pour centrales nucléaires, etc..

## Monuments

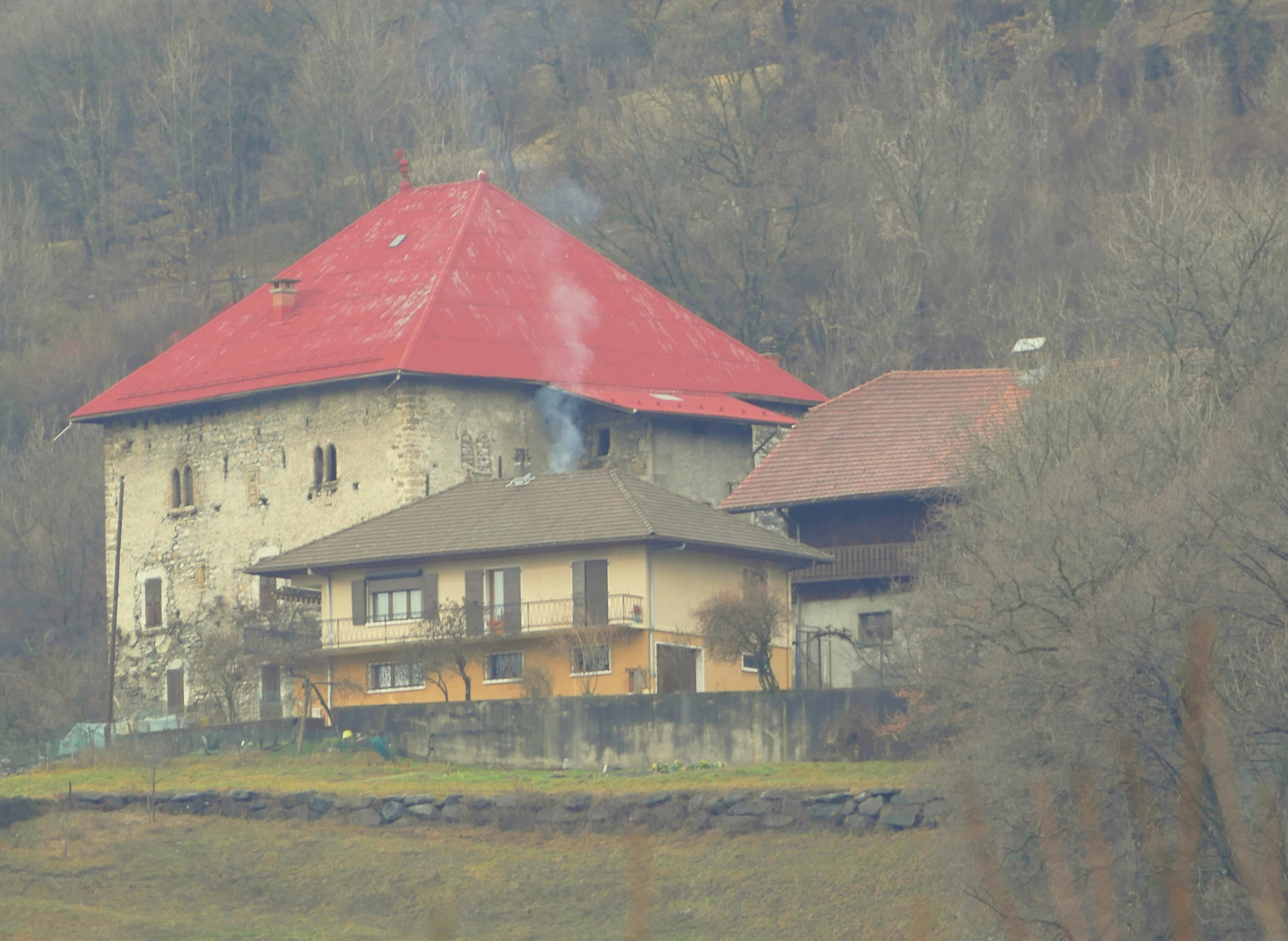
La Tour de Dingy, vue du bas du hameau.

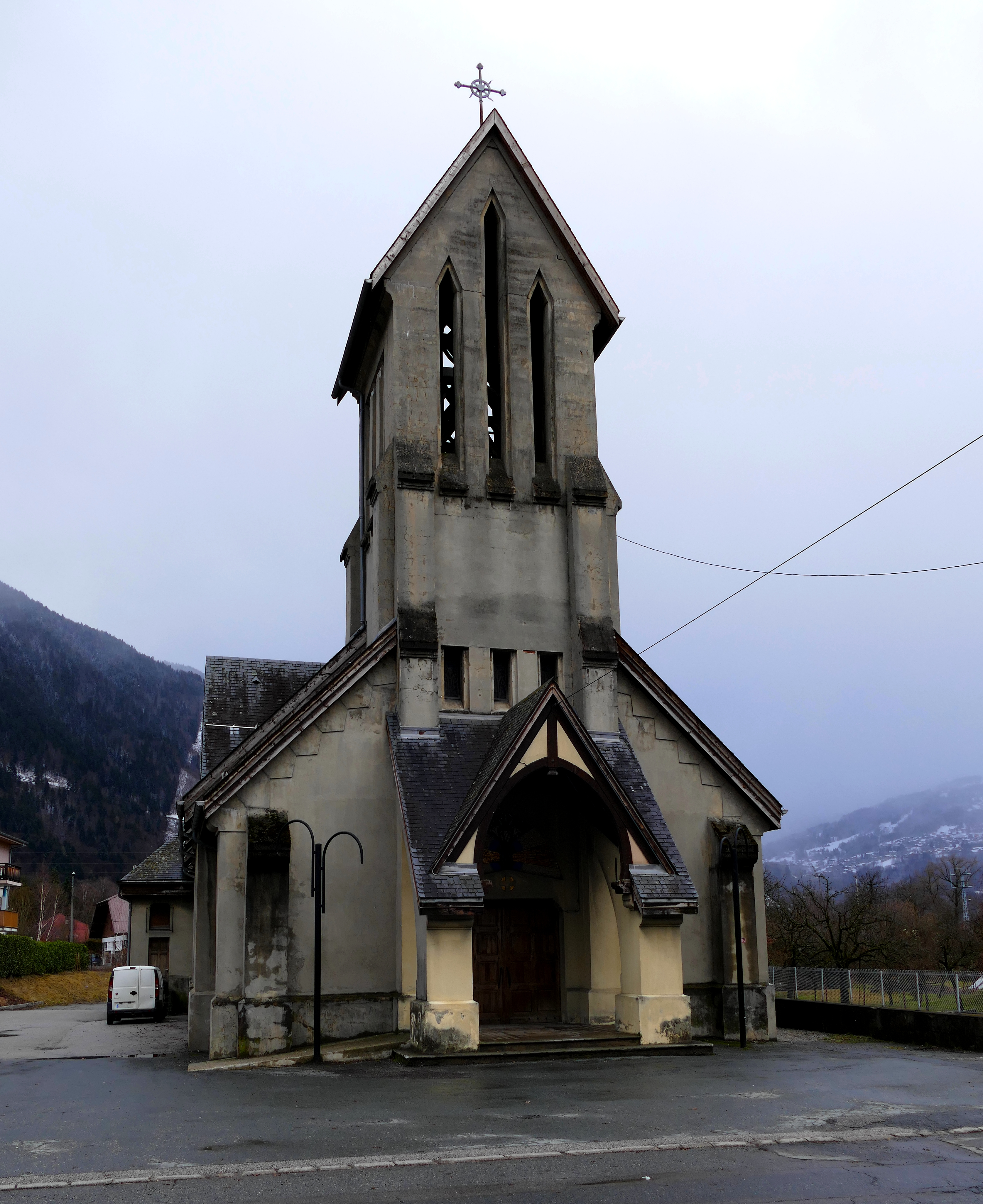
Église de Chedde.

- Un bâtiment imposant de forme carré sur 2 étages et coiffé d'un toit pyramidal de tuiles rouges se remarque à mi-pente du hameau, c'est la Tour Dingy qui date du XIVe siècle. Les armes des De Bottellier sont gravées dans la pierre au-dessus d'une porte en façade. Un escalier hélicoïdal de cinquante marches dessert les trois niveaux, où se trouvent des vestiges de fresques décoratives[6].
- Au lieu-dit La Motte, à mi-chemin du Chef-Lieu, la maison forte de la Frasse, dite ferme Soudan, a été édifiée vers 1500 par la famille de Monfort. Un descendant, comte de Flumet, la vend en 1738 au couvent des Ursulines de Sallanches. Au cours de l'occupation du duché de Savoie par les troupes révolutionnaires françaises, elle est vendue à un bourgeois de Sallanches, puis en 1880 à une famille de cultivateurs. La construction est englobée dans les bâtiments de la ferme[7]. Une restauration intérieure a été réalisée.
- Église Saint-Joseph : Dans les années 1920, le hameau compte près de 1500 habitants qui doivent aller suivre l'office à l'église du chef-lieu, soit 30 min de marche. Les Cheddois demandent une église propre alors que le hameau est érigé en paroisse en 1929. En 1932, la construction d'une église, sur un terrain donné par l'usine de cheddite et financée par une aide privée et publique, est confiée à l'architecte Georges Benezech. Premier bâtiment du département construit en béton, la charpente en bois de sa nef est l'œuvre d'artisans locaux[8]. Six verrières sont réalisées par Raphaël Lardeur, l'un des maîtres-verriers les plus représentatifs du courant Art déco. L'église est consacrée le 22 avril 1934[9].